# دو میهن‌پرست
دو میهن‌پرست (به انگلیسی: You Can’t Win 'Em All) یک فیلم سینمایی محصول مشترک انگلستان و آمریکا در ژانر اکشن و جنگی تولید سال ۱۹۷۰ میلادی به کارگردانی پیتر کالینسن است. بازیگران اصلی این فیلم تونی کرتیس و چارلز برانسون هستند.

## خلاصه داستان
دو سرباز سابق ارتش آمریکا، «آدام» و «جانی» به گروهی از مزدوارن ترکیه ای در سال ۱۹۲۲ که توسط «عثمان بی» برای اسکورت سه دخترش و محموله طلا همراه آنها، استخدام شده‌اند می‌پیوندند.

## بازیگران
- تونی کرتیس: آدام دایر
- چارلز برانسون: جاش کوری
- میشل مرسیه مرکیر: آیلا
- گرگوار آسلان: عثمان بیگ
- فیکرت هاکان: سرهنگ احمد الچی
- صالح گونی: کاپیتان انور
- پاتریک مگی: مصطفی کیان
- مصطفی کمال آتاترک
- تونی بنر: ریز
- جان آچسون: دیویس
- هورست جانسون: وولن
- لئو گوردون: بولک
- رید دی روون: افسر نیروی دریایی ایالات متحده
- پل استاسینو: عمده
- دیوید دی کایسر

این فیلم در ابتدا با نام‌های میهن پرستان دوبله شناخته می‌شد.